# Rochelle Humes
Rochelle Eulah Humes, nacida Wiseman (Barking, Londres, Inglaterra, 21 de marzo de 1989), es una cantante y actriz británica, conocida por su trabajo en las bandas pop S Club 8 y The Saturdays.

## Biografía
Nació en Barking, Londres. Sus padres se separaron cuando ella tenía 3 años. Fue a la escuela en Hunchurch, Londres. No tiene relación con su padre. Está casada con uno de los integrantes de la boyband JLS, Marvin Humes. El 22 de noviembre de 2012 anunció en Twitter que estaba embarazada de su primer hijo. Su primera hija, nacida el 20 de mayo de 2013, lleva por nombre Alaia-Mai Humes. Su segunda hija nació el 10 de marzo de 2017 y lleva el nombre de Valentine-Raine Humes. El 9 de octubre de 2020 dio a luz a su tercer hijo, Blake Hampton Humes.

## Carrera

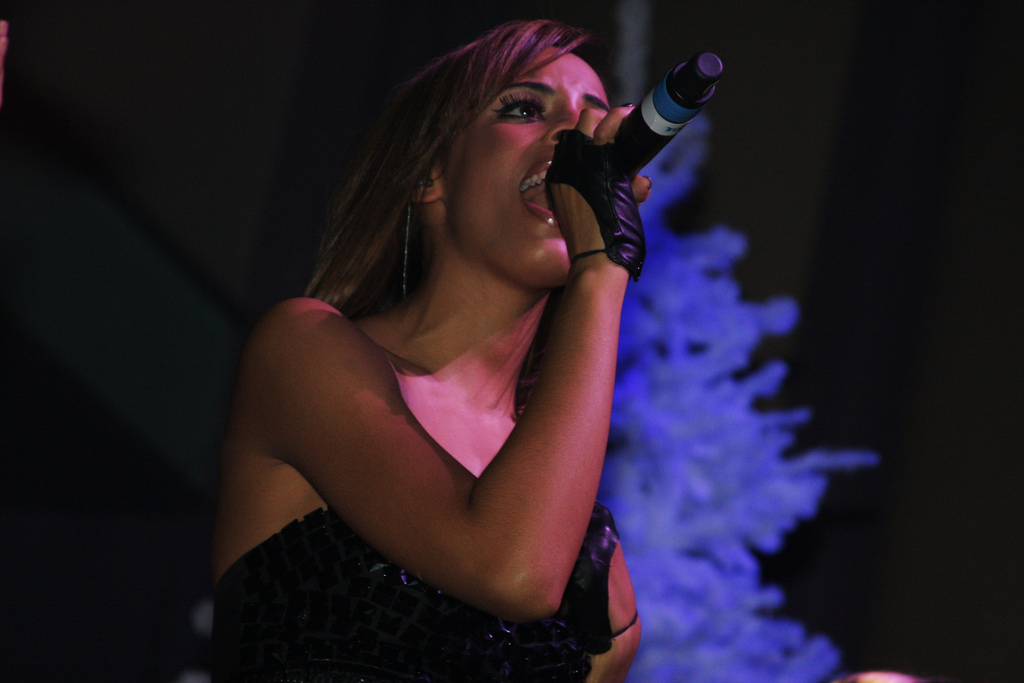
Rochelle cantando en el 2009 dentro de su girlband actual “The Saturdays”.

### 2001-2005: S Club Juniors, S Club 8 y I Dream
En 2001, Rochelle audicionó para cantar con S Club 7 en el "S Club Carnival Tour 2002". Un nuevo grupo fue formado. Inicialmente, se llamó S Club Juniors, y más tarde, fue renombrado como S Club 8. El último trabajo de la banda fue la serie de televisión juvenil "I Dream", grabada en España en 2004, con la cual el grupo volvió a ser renomabrado I Dream. El programa tuvo una temporada, y a principios de 2005, el grupo se separó.

### 2005-2007: Período entre las bandas
En 2005, Rochelle pasó a formar parte del programa de variedades para jóvenes "Smile". En febrero de 2007, apareció como invitada en el show musical de entrevistas "Never Mind the Buzzcocks" de la BBC Two. También fue anfitriona del programa de las mañanas de domingo de la BBC "Smile" de 2006 a 2007, junto con Reggie Yates y Fearne Cotton. Formó parte, además, de un grupo musical llamado "The TigerLilys", proyecto que solo terminó en una página MySpace de música. También compitió en "Miss England".

### 2007-presente: The Saturdays
En 2007, Rochelle audicionó para formar parte de la girlband The Saturdays. Quedó dentro del grupo junto con Frankie Sandford, quien había estado con ella en S Club 8. Luego de realizar 2 sencillos y 1 álbum, la banda apareció en "Hollyoaks Later". También realizaron el sencillo 2009 del Comic Relief "Just Can't Get Enough". The Saturdays continúa todavía activa, y su primer álbum de estudio, "Chasing Lights", ha sido certificado de platino. Se segundo álbum, "Wordshaker", fue lanzado el 12 de octubre de 2009. El 11 de octubre de 2009, cuando el primer sencillo del nuevo álbum, "Forever Is Over", entró en las listas británicas en el puesto #2, Wiseman y su compañera Frankie Sandford empataron al grupo alemán Sash! en la cantidad de sencillos #2 que no alcanzaron el #1 en las listas británicas: tres con S Club 8 ("One Step Closer", "Automatic High" y "New Direction") y dos con The Saturdays ("Just Can't Get Enough" y "Forever Is Over").

## Participaciones en la televisión

### Actuación
- S Club Juniors Summer Special (2002), como ella misma.
- Viva S Club (2002), como ella misma.
- I Dream (2004), como ella misma.
- Hollyoaks Later (2008), como ella misma.
- Myths (2009), como ella misma.

### Conducción
- Smile (2005-2007).
- Nobodys (2006).

### Reality Shows
- S Club Search (2001).
- S Club Juniors: The Story (2002).

## Giras
- S Club Carnival Tour (2002), con S Club Juniors.
- S Club United Tour (2003), con S Club 8.
- Tangled Up Tour (2008), con The Saturdays.
- The Work Tour (2009), con The Saturdays.
- Take That Present: The Circus Live Tour (2009), con The Saturdays.